# Vransko
Vransko est une commune située dans la région de la Basse-Styrie en Slovénie.

## Géographie
La commune est située au centre de la Slovénie au nord-est de la capitale Ljubljana.

## Démographie
Entre 1999 et 2021, la population de la commune est restée assez stable et proche de 2 500 habitants,.
Évolution démographique
| 1999  | 2000  | 2001  | 2002  | 2003  | 2004  | 2005  | 2006  | 2007  |
| ----- | ----- | ----- | ----- | ----- | ----- | ----- | ----- | ----- |
| 2 485 | 2 529 | 2 561 | 2 611 | 2 616 | 2 599 | 2 572 | 2 536 | 2 550 |
| 2008  | 2009  | 2010  | 2011  | 2012  | 2013  | 2014  | 2015  | 2016  |
| 2 593 | 2 564 | 2 614 | 2 588 | 2 618 | 2 652 | 2 597 | 2 603 | 2 599 |
| 2017  | 2018  | 2019  | 2020  | 2021  |       |       |       |       |
| 2 604 | 2 602 | 2 616 | 2 624 | 2 646 |       |       |       |       |